# Cyclops mendocinus
Cyclops mendocinus is een eenoogkreeftjessoort uit de familie van de Cyclopidae. De wetenschappelijke naam van de soort is voor het eerst geldig gepubliceerd in 1893 door Wierzejski.